# Bahnhof Düren
Der Bahnhof Düren befindet sich nördlich im Zentrum von Düren und ist der größte Bahnhof in der Stadt und im Kreis Düren. Er liegt im Schnittpunkt der Schnellfahrstrecke Köln–Aachen mit den Strecken nach Jülich, nach Heimbach und nach Euskirchen sowie bis 1996 der Strecke aus Neuss.
Hier verkehren Züge verschiedener Regional-Express- und Regionalbahn-Linien sowie der S-Bahn Köln. Zusätzlich wird der Bahnhof im Fernverkehr freitags und sonntags von einem Intercity-Express-Zugpaar bedient.

## Geschichte

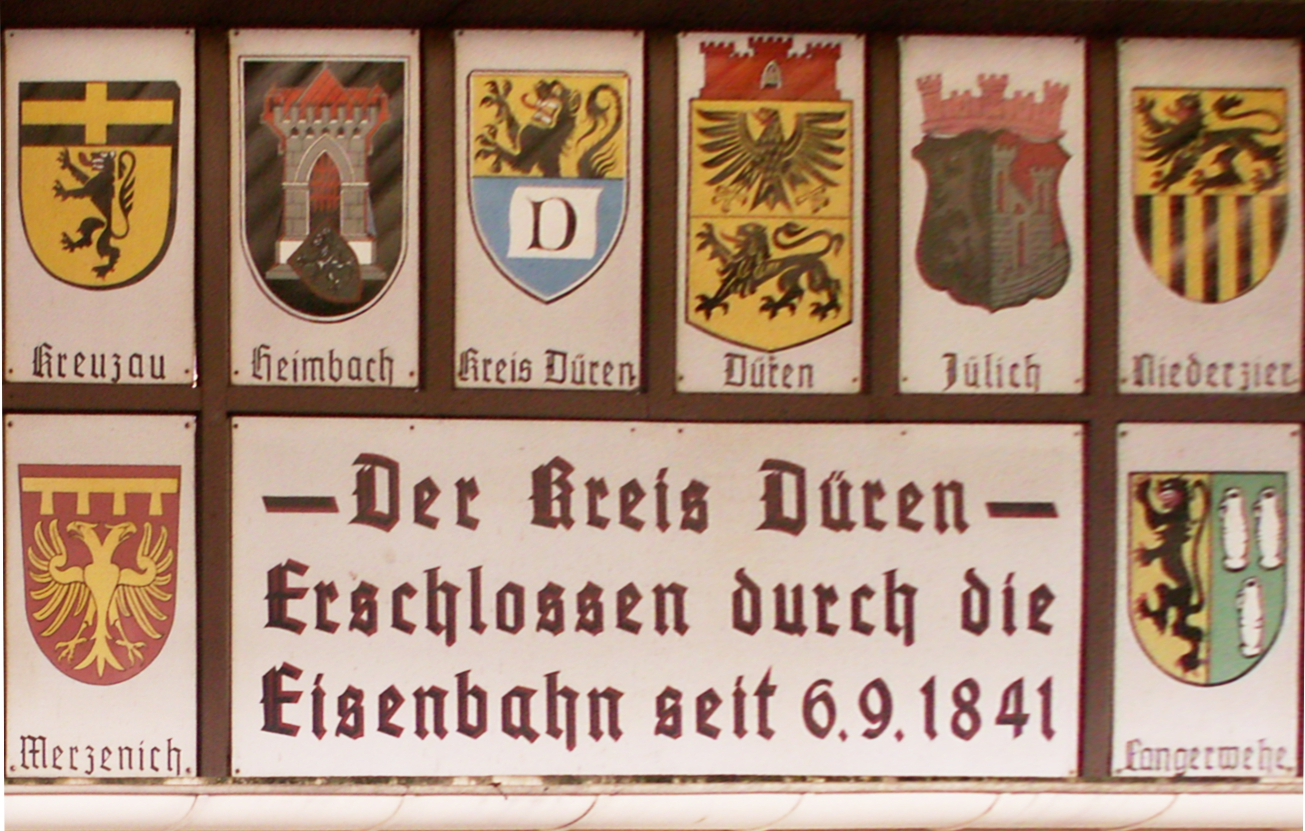
Informationstafel zur Einweihung der Bahnstrecke von Köln nach Aachen an der Ostseite des Bahnhofs

### Die ersten 100 Jahre

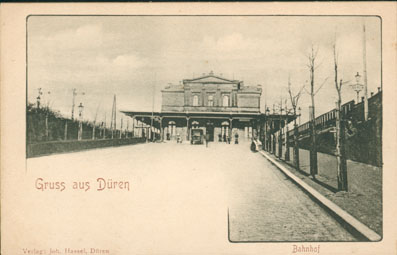
Bahnhof Düren um 1920, Sicht auf Haupteingang zwischen der Nord- und Südbrücke – etwa bei der Schrift „Gruss aus Düren“ befand sich bis 1944 die Straßenbahn-Endstation der DKB

Als eine der ersten Bahnstrecken im heutigen Nordrhein-Westfalen wurde die Bahnstrecke Aachen – Düren – Köln im September 1841 eröffnet. Im Zuge der Industrialisierung erlangte der Bahnhof, dessen Empfangsgebäude am 15. April 1874 eröffnet wurde, eine immer größere Bedeutung. Im Laufe der Jahre entstanden folgende Strecken:
| 1864 | Düren – Euskirchen                      |
| 1869 | Düren – Bedburg – Neuss                 |
| 1873 | Düren – Jülich                          |
| 1892 | Düren – Kreuzau (ab 1903 nach Heimbach) |

Außerdem entstand 1893 auf die Initiative Nord-Dürener Fabrikanten die Dürener Eisenbahn AG (DEAG), die in mehreren Etappen eine meterspurige Strecke bis nach Inden errichtete. Nordwestlich der heutigen Gleise bestand ein mehrgleisiger Übergabebahnhof, in welchem Normalspur-Güterwagen der Staatsbahn auf Rollwagen der DEAG geschoben und dann über die Strecke Richtung Inden ihren Empfängern zugestellt wurden. Die DEAG betrieb auch Straßenbahnverkehr; dessen Endhaltestelle befand sich in der heutigen Josef-Schregel-Straße auf Höhe des heutigen Busbahnhofs. In späteren Jahren galt die DEAG als Hindernis für den Pkw-Verkehr, so dass sie 1965 sowohl im Personen- wie auch im Güterverkehr stillgelegt wurde.
Ferner bestand im Kreis Düren ab 1908 ein normalspuriges Schienennetz der Dürener Kreisbahn (DKB), welches mit der Staatsbahn jedoch nicht im Bahnhof Düren, sondern über eine Gleisverbindung vom Nordostkopf des Dürener Bahnhofs zum DKB-Betriebsmittelpunkt Distelrath verbunden war. Auch die DKB betrieb Straßenbahnlinien, deren nördlichste am Staatsbahnhof auf dessen Zufahrtsrampe endete – allerdings wurde dieses Strecke 1944 so stark beschädigt, dass sie danach nicht wieder aufgebaut wurde. Die DKB stellte den Personenverkehr 1963 und den Güterverkehr 1970 ein.
Da Düren an der internationalen Hauptstrecke von Belgien nach Köln lag, verkehrten hier schon Ende des 19. Jahrhunderts eine Reihe von Express- und Luxuszügen wie z. B. der Ostende-Wien-Express, welcher im belgischen Hafenort Oostende Schiffsanschluss nach Dover/London herstellte. Die höchstrangigen Züge hielten zwar schon damals nicht zwischen Aachen und Köln, doch gab es eine Reihe weiterer internationaler Züge, die in Düren und zum Teil auch in Stolberg hielten.

Am 11. November 1917 kam es zu einem schweren Unfall: Der Lokomotivführer des D 253 missachtete ein „Halt“ zeigendes Signal, fuhr auf den Fronturlauberzug 5 auf und zertrümmerte dessen beide letzten Wagen. 19 Tote und weitere 36 Verletzte, nach anderen Angaben 23 Tote und 30 Verletzte, waren die Folge.
Am Knotenpunkt Düren wurde ein Bahnbetriebswerk Düren zur Behandlung von Lokomotiven errichtet. Zunächst befand es sich unmittelbar am Bahnhof. Im Jahr 1930 begann der Bau eines neuen Bahnbetriebswerks. Es lag an der Strecke Aachen–Köln in Richtung Merzenich. Die Bauzeit betrug etwa drei Jahre, so dass 1933 der Betrieb aufgenommen werden konnte. Somit wurde die Wichtigkeit von Düren als zentralem Knotenpunkt für den Eisenbahnverkehr gesteigert.

### Zweiter Weltkrieg

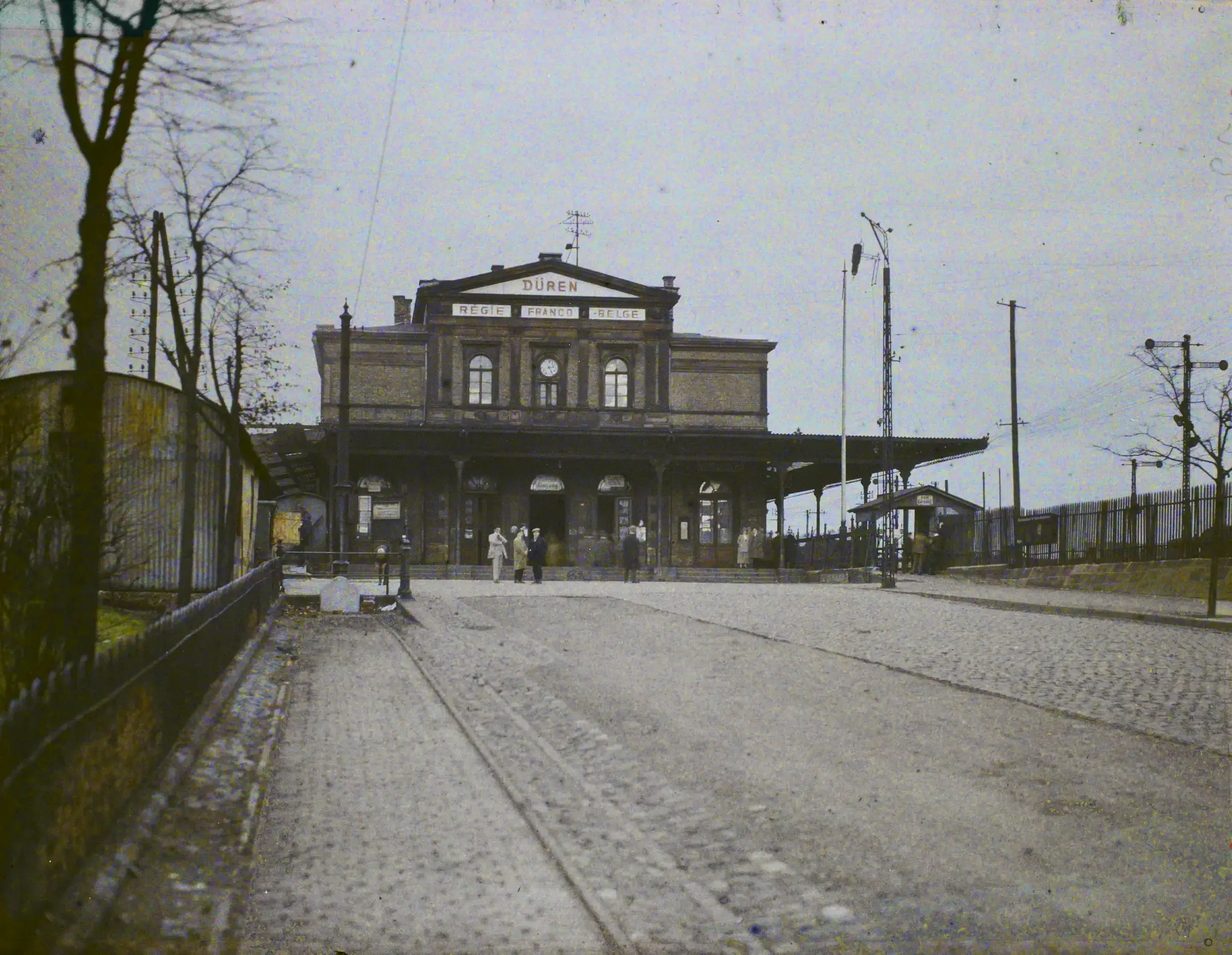
REGIE FRANCO BELGE lautete im Oktober 1923 die Inschrift

Im Gegensatz zum Rest der Stadt Düren, die durch den Angriff der Alliierten am 16. November 1944 fast völlig zerstört wurde, blieb der Bahnhof während des Krieges größtenteils unversehrt. Allerdings wurde im Zweiten Weltkrieg das Bahnbetriebswerk schwer beschädigt und nach dem Krieg nur zum Teil wieder aufgebaut. Somit verlor das Bw Düren an Bedeutung.

### Nachkriegszeit

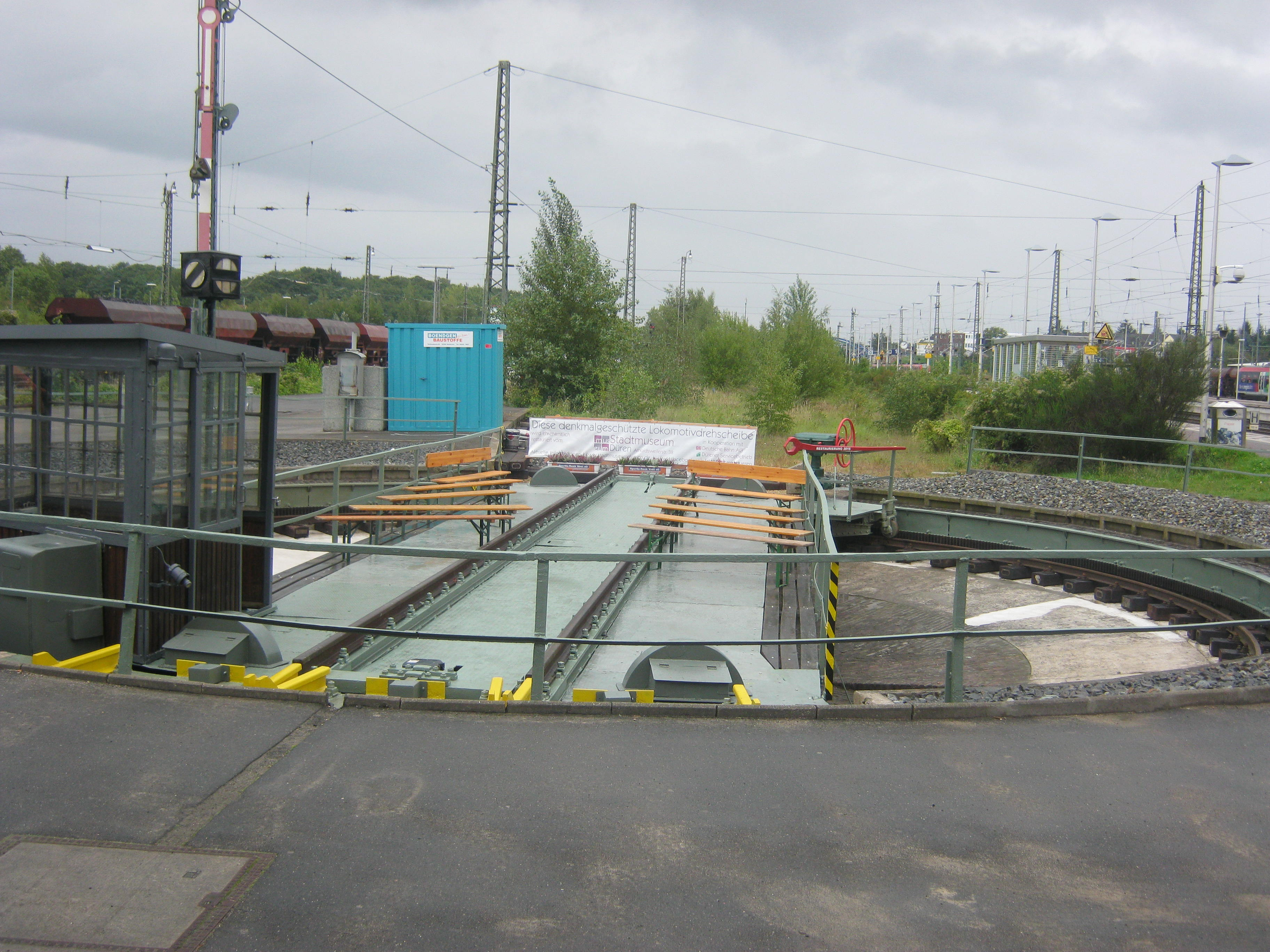
Die Drehscheibe 2015 neben dem Bahnhof Düren

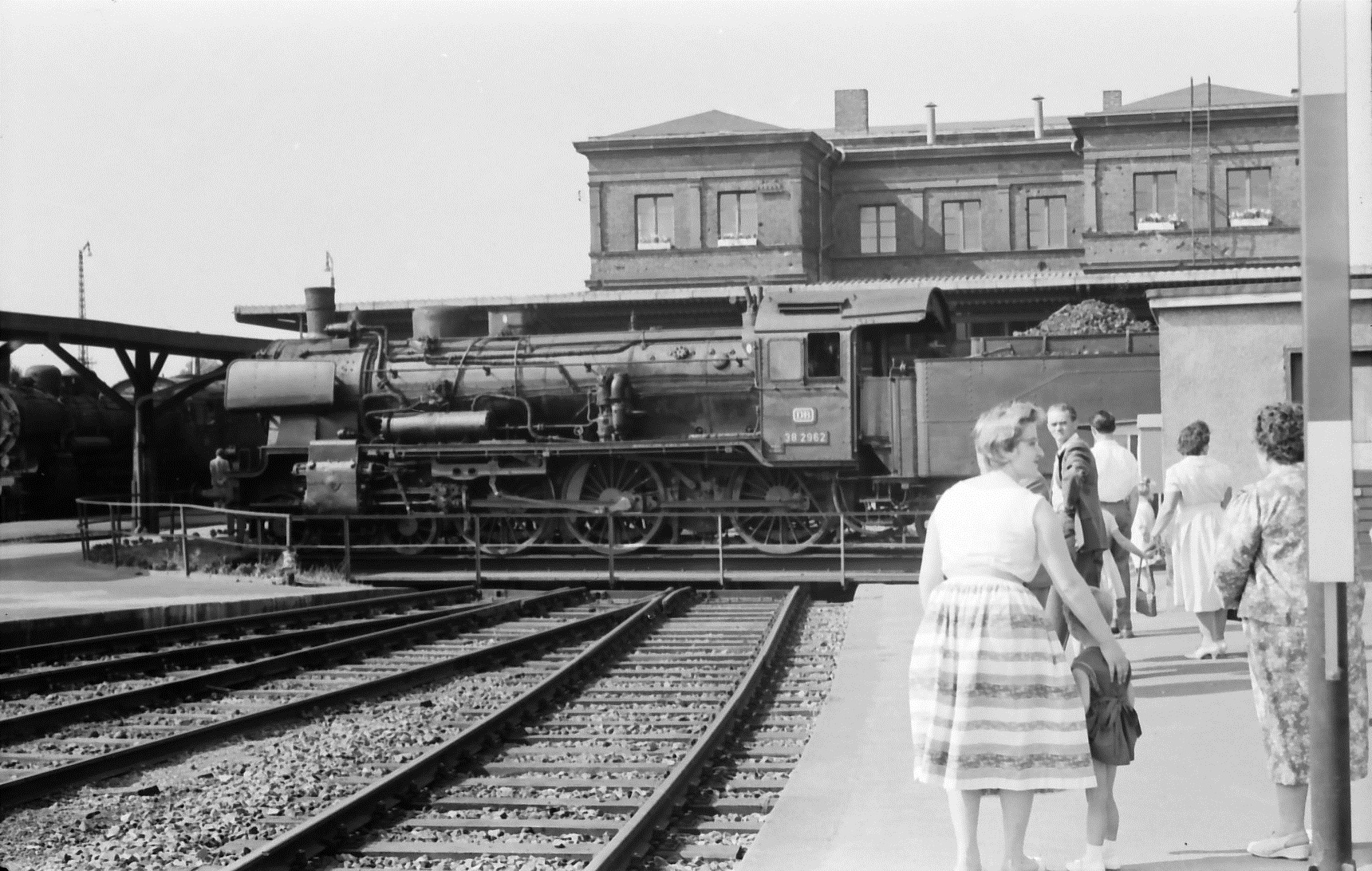
Drehen einer Dampflok auf der Drehscheibe im Bahnhof Düren (1965)

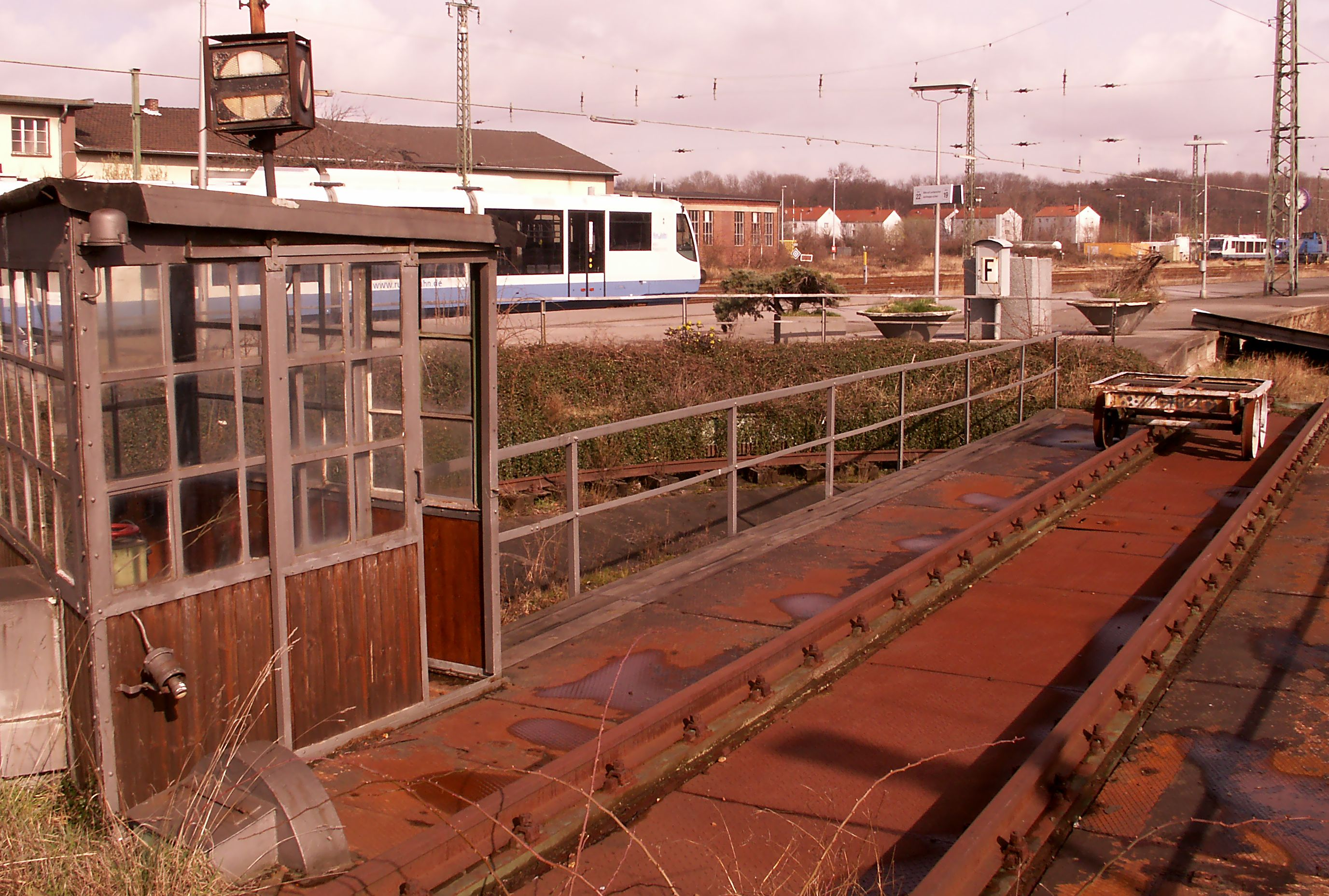
Die denkmalgeschützte Drehscheibe 2007, dahinter RegioSprinter der Rurtalbahn

Durch die große Zerstörung Dürens während des Zweiten Weltkriegs gingen der Stadt die finanziellen Mittel aus. Die schon jahrzehntelangen Pläne einer Umgestaltung und eines Neubaus des Bahnhofs wurden aus diesem Grund nicht verwirklicht. Es blieb somit bei der bisherigen Gliederung der Bahnsteige und Gleise:
Die südöstlich des Empfangsgebäudes gelegenen Gleise dienten den Strecken Köln – Aachen, Düren – Heimbach und Düren – Euskirchen, die nordwestlich des Gebäudes gelegenen Gleise den Strecken Düren – Jülich, Düren – Heimbach und Düren – Bedburg.
Zwischen all diesen Gleisen endeten unmittelbar nordöstlich des Empfangsgebäudes drei weitere Gleise (17, 18 und 19), deren Enden lediglich über eine Drehscheibe miteinander verbunden waren. Sie dienten den Strecken Düren – Euskirchen und Düren – Bedburg. Das mittlere dieser Gleise hatte keinen Bahnsteig und wurde benutzt, um Lokomotiven ans andere Ende der eingefahrenen Züge zu rangieren.
Dies galt auch für die Schienenbusse der Baureihe VT 95 (später Baureihe 795), welche im Kreis Düren bis 1978 eingesetzt wurden und deren Beiwagen keine Führerstände hatten, sowie auch für Diesellok-bespannte Reisezüge mit Waggons älterer Bauart (zuletzt sog. Umbauwagen) ohne Steuerwagen. Dampflokomotiven, die mit geschobenem Tender zumeist nur mit verringerter Geschwindigkeit fahren durften, wurden mittels der Drehscheibe auch gleich in die richtige Richtung gedreht.

Die Drehscheibe ist heute noch funktionsfähig vorhanden, allerdings ohne Gleisanschluss. Sie steht seit 1989 unter Denkmalschutz.
Seit dem 15. Mai 1949 bedienten wieder Schnellzüge den Dürener Bahnhof. Es waren zwei Verbindungen: einmal von Brüssel über Aachen in Richtung Köln und Wiesbaden nach Frankfurt, die zweite von Aachen über Köln, Wiesbaden, Heidelberg, Stuttgart und Ulm nach München. Somit konnte man von Düren aus ohne Halt nach Köln oder Aachen fahren. In der Nachkriegszeit wurde das Zugangebot auf den Hauptstrecken sukzessive ausgeweitet – nicht nur im internationalen Verkehr, sondern auch im lokalen und regionalen Bereich. So gab es viele Jahre lang Eilzüge, die von Aachen über Düren und Euskirchen (siehe Bördebahn) zur damaligen Bundeshauptstadt Bonn fuhren. Auch Eilzüge über Bedburg und Neuss zur Landeshauptstadt Düsseldorf gab es.
1983 wurde die Bahnstrecke Düren – Euskirchen im Personenverkehr stillgelegt und blieb nur für den Güterverkehr erhalten. Auch die Nebenstrecken nach Jülich und Heimbach wollte die Deutsche Bundesbahn stilllegen, allerdings begannen für diese Strecken langwierige Verhandlungen mit dem Kreis Düren, welcher die beiden Strecken schließlich 1993 durch die Dürener Kreisbahn in Eigenregie übernahm und durch ein dichtes und gut mit dem Busverkehr vernetztes Angebot Fahrgastzahlen-Zuwächse erzielte, die weit oberhalb sämtlicher Prognosen lagen.
Mit der Einführung eines landesweiten Taktfahrplans bei der Belgischen Staatsbahn Mitte der 1980er Jahre wurde das Zugangebot auf der Achse Köln – Düren – Aachen – Brüssel – Oostende neu geordnet und nun regelmäßig alle zwei Stunden bedient. Zu dieser Zeit kannte man starre Takte in Deutschland nur beim Intercity-Netz und bei S- und Straßenbahnen. Darüber hinaus behielt Düren einige unvertaktete Direktverbindungen wie z. B. nach Paris, Berlin oder mit Schlafwagen bis München.
Nachdem der Umfang des lokalen Schienengüterverkehrs so stark zurückgegangen war, dass man Düren nicht mehr als Knoten bezeichnen konnte, wurde am 1. Juli 1986 das Bahnbetriebswerk Düren geschlossen und drei Jahre später abgerissen.

### Nach der Bahnreform
1996 wurde die Strecke Düren – Bedburg, die durch das Gebiet des fortschreitenden Tagebau Hambach verlief, stillgelegt und bald darauf abgebaut.
Als Folge der 1996 eingeführten Thalys-Züge Köln – Paris wurde im Dezember 2002 die letzte Schnellzug-Linie Köln–Oostende eingestellt, auch der Nachtzug Aachen–Dresden wurde aufgegeben. Ein Jahr später wurden auch die Intercity- und Nachtzuglinienwege geändert, sodass es in Düren keinen täglichen Fernverkehr mehr gibt.
Der Ausbau der Strecke Aachen – Düren – Köln und die damit verbundene Einrichtung einer S-Bahn-Linie von Düren nach Köln führten zu einer erneuten Steigerung der Bedeutung des Knotenpunktes.
Das Bahnhofsgebäude ist bis heute erhalten geblieben, es wurde Ende der 1970er Jahre grundsaniert. Mit dem Ausbau der Schnellfahrstrecke Köln – Aachen und dem S-Bahn-Bau wurden die Gleisanlagen verschlankt und die Signaltechnik modernisiert. Insbesondere wurden die Bahnsteige im südlichen Teil umgestaltet und barrierefrei umgebaut. Die Einfahrt in den Bahnhof aus Richtung Köln wurde für eine Höchstgeschwindigkeit von 160 km/h ausgebaut. Im Zuge der zweiten Baustufe soll das Gleis 2 für Durchfahrten bis zu 200 km/h ermöglichen. Das Gleis 1 darf bis zu 180 km/h durchfahren werden.

## Gegenwart
Da das heutige Bahnhofsgebäude zwischen den Gleisen angeordnet ist, ist Düren ein Inselbahnhof. Sein Fahrkartenautomatenkode lautet 3900. Da der Dürener Bahnhof an den Kursbuchstrecken 450.19, 480, und 482 liegt, ist er zudem ein Knotenbahnhof. Es bestehen Anschlüsse in alle Richtungen:

### Bahnverkehr
| Linie      | Linienverlauf | Takt                                                                                  |
| ---------- | --- | ------------------------------------------------------------------------------------- |
| ICE 10     | Berlin Ostbahnhof – Berlin Hbf – Berlin-Spandau – (Wolfsburg Hbf –) Hannover Hbf – (Herford –) Bielefeld Hbf – Hamm (Westf) Hbf – Dortmund Hbf – (Bochum Hbf –) Essen Hbf – (Mülheim (Ruhr) Hbf –) Duisburg Hbf – Düsseldorf Flughafen – Düsseldorf Hbf (– Köln Hbf – Düren – Aachen Hbf) | einzelne Züge                                                                         |
| RE 1 (RRX) | NRW-Express: Aachen Hbf – Aachen-Rothe Erde – Eilendorf (ein Zugpaar) –Stolberg (Rheinl) Hbf – Eschweiler Hbf – Langerwehe – Düren – Horrem – Köln-Ehrenfeld – Köln Hbf – Köln Messe/Deutz – Köln-Mülheim – Leverkusen Mitte – Düsseldorf-Benrath – Düsseldorf Hbf – Düsseldorf Flughafen – Duisburg Hbf – Mülheim (Ruhr) Hbf – Essen Hbf – Wattenscheid – Bochum Hbf – Dortmund Hbf – Dortmund-Scharnhorst (nicht stündlich, im Wechsel mit Nordbögge) – Dortmund-Kurl – Kamen-Methler – Kamen – Bönen-Nordbögge (nicht stündlich, im Wechsel mit Dortmund-Scharnhorst) – Hamm (Westf) Hbf Stand: Fahrplanwechsel Dezember 2023       | 60 min                                                                                |
| RE 9       | Rhein-Sieg-Express: Aachen Hbf – Aachen-Rothe Erde – Stolberg (Rheinl) Hbf – Eschweiler Hbf – Langerwehe – Düren – Horrem – Köln-Ehrenfeld – Köln Hbf – Köln Messe/Deutz – Porz (Rhein) – Troisdorf – Siegburg/Bonn – Hennef (Sieg) – Eitorf – Herchen – (Dattenfeld –)* Schladern (Sieg) – (Rosbach (Windeck) –)* Au (Sieg) – (Etzbach –)* Wissen (Sieg) – (Niederhövels – Scheuerfeld (Sieg) –)* Betzdorf (Sieg) – Kirchen – Brachbach (– Niederschelden – Eiserfeld (Sieg))* – Siegen Hbf * Halt einzelner Züge im Nacht- und Berufsverkehr Stand: Fahrplanwechsel Dezember 2023                                                    | 60 min                                                                                |
| RB 20      | Euregiobahn: Stolberg (Rheinl) Hbf – Eschweiler-St. Jöris – Alsdorf-Poststraße – Alsdorf-Mariadorf – Alsdorf-Kellersberg – Alsdorf-Annapark – Alsdorf-Busch – Herzogenrath August-Schmidt-Platz – Herzogenrath-Alt-Merkstein – Herzogenrath – Kohlscheid – Aachen West – Aachen Schanz – Aachen Hbf – Aachen-Rothe Erde – Eilendorf – Stolberg (Rheinl) Hbf – Eschweiler-West – Eschweiler Talbahnhof/Raiffeisenplatz – Eschweiler-Nothberg – Eschweiler-Weisweiler – Langerwehe – Düren (aufgrund von Hochwasserschäden längerfristig im Schienenersatzverkehr zwischen Stolberg Hbf und Eschweiler Talbahnhof) Stand: 30. April 2023 | 60 min                                                                                |
| RB 21      | Rurtalbahn: Linnich, SIG Combibloc – Tetz – Broich – Jülich An den Aspen – Jülich Nord – Jülich – Forschungszentrum – Selgersdorf – Krauthausen – Selhausen – Huchem-Stammeln – Im Großen Tal – Düren Stand: März 2022 | 30 min (HVZ) / 60 min (Linnich–Jülich Nord) 30 min / 60 min (SVZ) (Jülich Nord–Düren) |
| RB 21      | Rurtalbahn: Düren – Annakirmesplatz – Kuhbrücke – Lendersdorf – Renkerstr/Krankenhaus – Tuchmühle – Kreuzau – Kreuzau, Eifelstraße – Üdingen – Untermaubach-Schlagstein – Obermaubach – Zerkall – Nideggen-Brück – Abenden – Blens – Hausen – Heimbach (Eifel) Stand: Fahrplanwechsel Dezember 2021 | 30 min / 60 min (SVZ) (Düren–Untermaubach) 60 min (Untermaubach–Heimbach)             |
| RB 28      | Eifel-Bördebahn: Euskirchen – Nemmenich – Zülpich – Vettweiß – Vettweiß-Jakobwüllesheim – Nörvenich-Rommelsheim – Nörvenich-Binsfeld – Düren Stand: Fahrplanwechsel Dezember 2022 | 60 min                                                                                |
| S 19       | Düren – Merzenich – Buir – Sindorf – Horrem – Frechen-Königsdorf – Köln-Weiden West – Köln-Lövenich – Köln-Müngersdorf Technologiepark – Köln-Ehrenfeld – Köln Hansaring – Köln Hbf – Köln Messe/Deutz – Köln Trimbornstraße – Köln Frankfurter Straße – Köln/Bonn Flughafen – Porz-Wahn – Spich – Troisdorf – Siegburg/Bonn – Hennef (Sieg) – Hennef Im Siegbogen – (Blankenberg (Sieg) /) Merten (Sieg) – Eitorf – Herchen – Dattenfeld (Sieg) – Schladern (Sieg) – Rosbach (Sieg) – Au (Sieg) Stand: Fahrplanwechsel Dezember 2023                                                                                                  | 20/40 min                                                                             |

Für die Bördebahn über Zülpich nach Euskirchen ist die vollständige Reaktivierung geplant, Züge sollen anschließend bis Bonn verkehren. Seit Ostern 2015 wurde diese Strecke nicht nur wie bisher sonn- und feiertags, sondern auch an jedem Samstag durch den „Bördeexpress“ befahren. Seit 2019 gibt es einen täglichen Zwei-Stunden-Takt.

### Buslinien
Am Süd- und Hauptausgang des Bahnhofs befindet sich der Zentrale Omnibusbahnhof (ZOB). Hier verkehren fast alle Linien. Sie dienen auch als Verbindung zum zweiten Busknotenpunkt der Stadt, dem Kaiserplatz.
Stadt-, Regional-, Schnell- und Nachtbuslinien betrieben von Rurtalbus, die am Dürener ZOB halten:
| Linie | Verlauf |
| ----- | --- |
| 203   | Düren Kaiserplatz → Kreishaus → Städtisches Krankenhaus → Grüngürtel → Kreishaus (→ StadtCenter → Bahnhof/ZOB) → Kaiserplatz |
| 205   | Düren Kaiserplatz – StadtCenter – Bahnhof/ZOB – Birkesdorf Krankenhaus |
| 206   | Düren Kaiserplatz – StadtCenter – Bahnhof/ZOB – Birkesdorf – (Mariaweiler – Echtz Badesee) / Hoven – Echtz |
| 208   | Düren Kaiserplatz – Distelrath – (Merzenich Rathaus –) Schöne Aussicht – Girbelsrath – Eschweiler über Feld – Nörvenich Alter Bf – Nörvenich Hommelsh. Weg – Hochkirchen – (Irresheim –) Eggersheim – Lüxheim – Gladbach – Müddersheim – Disternich – Sievernich – Bessenich – Zülpich Frankengraben – Adenauerpl./Schulzentr.                                                    |
| 209   | Düren Kaiserplatz – StadtCenter – Bahnhof/ZOB – Birkesdorf – Arnoldsweiler – Ellen (← Merzenich Poolplatz ← Valdersweg) |
| 210   | (Düren Bf/ZOB – StadtCenter – Kaiserplatz – Krauthausen – Niederau –) Kreuzau – (Drove –) Boich – Nideggen – Brück – Schmidt |
| 211   | Düren Bf/ZOB – StadtCenter – Kaiserplatz – Krauthausen – Niederau – Kreuzau – Drove – Thum – Thuir – (Muldenau – Embken –) Berg |
| 214   | Düren Kaiserplatz – Odenthalstraße – Zülpicher Platz |
| 216   | Düren Kaiserplatz – StadtCenter – Bahnhof/ZOB – Birkesdorf – Hoven – Merken – Schophoven – Viehöven – Kirchberg – Jülich Walramplatz – Neues Rathaus – Jülich Bf/ZOB |
| 221   | Düren Bf/ZOB – StadtCenter – Kaiserplatz – Krauthausen – Niederau – Kreuzau – Winden – Leversbach – Rath – Nideggen |
| 225   | Düren Kaiserplatz – StadtCenter – Bahnhof/ZOB – Glashüttenstraße |
| 230   | Düren Bf/ZOB – StadtCenter – Gneisenaustraße – Binsfeld (→ Rommelsheim) – Frauwüllesheim – Isweiler – Kelz – (Vettweiß –) Gladbach – Poll – Dorweiler – Pingsheim |
| 236   | Düren Kaiserplatz – StadtCenter – Bahnhof/ZOB – Birkesdorf – Huchem-Stammeln – Oberzier – Niederzier – Ellen – Arnoldsweiler – Merzenich Poolplatz – Merzenich Schule |
| 237   | Düren Bf/ZOB – StadtCenter – (Mariaweiler Gesamtschule –) Mariaweiler – Echtz Badesee – Echtz – Geich – Obergeich – D’horn – (Schlich –) Merode – Pier – Jüngersdorf – Langerwehe Markt – Langerwehe Bf |
| 238   | Düren Bf/ZOB – StadtCenter – Arnoldsweiler – Ellen – Oberzier – Niederzier (– Berg) – Hambach – Stetternich – Jülich Bf/ZOB – Jülich Neues Rathaus – Walramplatz |
| 240   | (Verstärkerfahrten) Mariaweiler Gesamtschule |
| 276   | Düren Bf/ZOB – StadtCenter – Distelrath – Merzenich Schöne Aussicht – Golzheim – Buir / Blatzheim (– Bergerhausen – Manheim-neu – Langenich – Kerpen) |
| 286   | Düren Bf/ZOB – StadtCenter – Kaiserplatz – Rölsdorf – Birgel – Gey – (Horm / Straß –) Großhau – Kleinhau – (Brandenberg – Bergstein –) Hürtgen – Vossenack (– Schmidt) |
| 290   | Düren Bf/ZOB – StadtCenter – Kaiserplatz – Stockheim – Soller – Frangenheim – Froitzheim (– Zülpich Frankengraben – Zülpich Bf) |
| 291   | Düren Bf/ZOB – StadtCenter – Kaiserplatz – Stockheim – Soller – Frangenheim – Froitzheim – Ginnick – Embken – (Muldenau ←) Wollersheim – Vlatten |
| 296   | Düren Bf/ZOB – StadtCenter – Kaiserplatz – Gürzenich – Derichsweiler – Schlich – Merode – Pier – Jüngersdorf – Langerwehe Holzstr. – Langerwehe Bf – Luchem – Inden/Altdorf – Lamersdorf – Lucherberg / Frenz |
| 297   | Düren Bf/ZOB – StadtCenter – Gürzenich – D’horn Rothaus – Obergeich – Langerwehe Markt – Langerwehe Bf |
| 298   | Düren Bf/ZOB – StadtCenter – Gneisenaustraße – Binsfeld – Rommelsheim – Bubenheim – Jakobwüllesheim – Vettweiß – Froitzheim – (Ginnick ← Embken ← Juntersdorf ←) Füssenich – Geich – Zülpich Post – (Zülpich Bf –) Zülpich Frankengraben – (Adenauerpl./Schulzentr. –) (Nemmenich –) Ülpenich – (Enzen –) Dürscheven – Elsig – Euenheim – Euskirchen Berufskolleg – Euskirchen Bf |
| SB8   | Schnellbus: Düren Bf/ZOB – StadtCenter – Düren Kaiserplatz – Distelrath – Golzheim – Eschweiler über Feld – Nörvenich Alter Bf – Nörvenich Hommelsh. Weg |
| SB38  | Schnellbus: Düren Kaiserplatz – StadtCenter – Bahnhof/ZOB – Arnoldsweiler – Oberzier – Niederzier – Berg – Krauthausen |
| SB86  | Schnellbus: Düren Bf/ZOB – StadtCenter – Düren Kaiserplatz – Birgel Alte Post – Gey – Großhau – Kleinhau – Hürtgen – Vossenack – Raffelsbrand – Lammersdorf – Paustenbach – Bickerath – Simmerath |
| B     | Düren Kaiserplatz → Gneisenaustraße → Städt. Krankenhaus → Grüngürtel → Bahnhof/ZOB → StadtCenter → Kaiserplatz (Stadtring) (Mo–Fr nur abends, Sa nur nachmittags) |
| N1    | Nachtbus: nur in den Nächten Fr/Sa und Sa/So Düren Bf/ZOB → Kaiserplatz → Birkesdorf → Huchem-Stammeln → Jülich → Niederzier → Arnoldsweiler |
| N2    | Nachtbus: nur in den Nächten Fr/Sa und Sa/So Düren Bf/ZOB → Kaiserplatz → Merzenich → Nörvenich → Vettweiß → Stockheim → Binsfeld |
| N3a   | Nachtbus: nur in den Nächten Fr/Sa und Sa/So Düren Bf/ZOB → Kaiserplatz → Niederau → Kreuzau → Leversbach → Nideggen → Thum |
| N3b   | Nachtbus: nur in den Nächten Fr/Sa und Sa/So Düren Bf/ZOB → Kaiserplatz → Rölsdorf → Lendersdorf → Gey → Langenbroich → Obermaubach |
| N4    | Nachtbus: nur in den Nächten Fr/Sa und Sa/So Düren Bf/ZOB → Kaiserplatz → Mariaweiler → Schophoven → Inden/Altdorf → Lamersdorf → Langerwehe → Gürzenich |

Besonderheiten:
- Die Linie 208 bedient die Haltestelle nur Mo–Fr in den Morgenstunden in Fahrtrichtung Kaiserplatz.[6]
- Einzelne Fahrten der Linie 214 enden an Schultagen an dieser Haltestelle.[7]
- An Schultagen wird die Haltestelle zusätzlich von der Schulbuslinie 240 bedient.[8]

### Service im Bahnhof

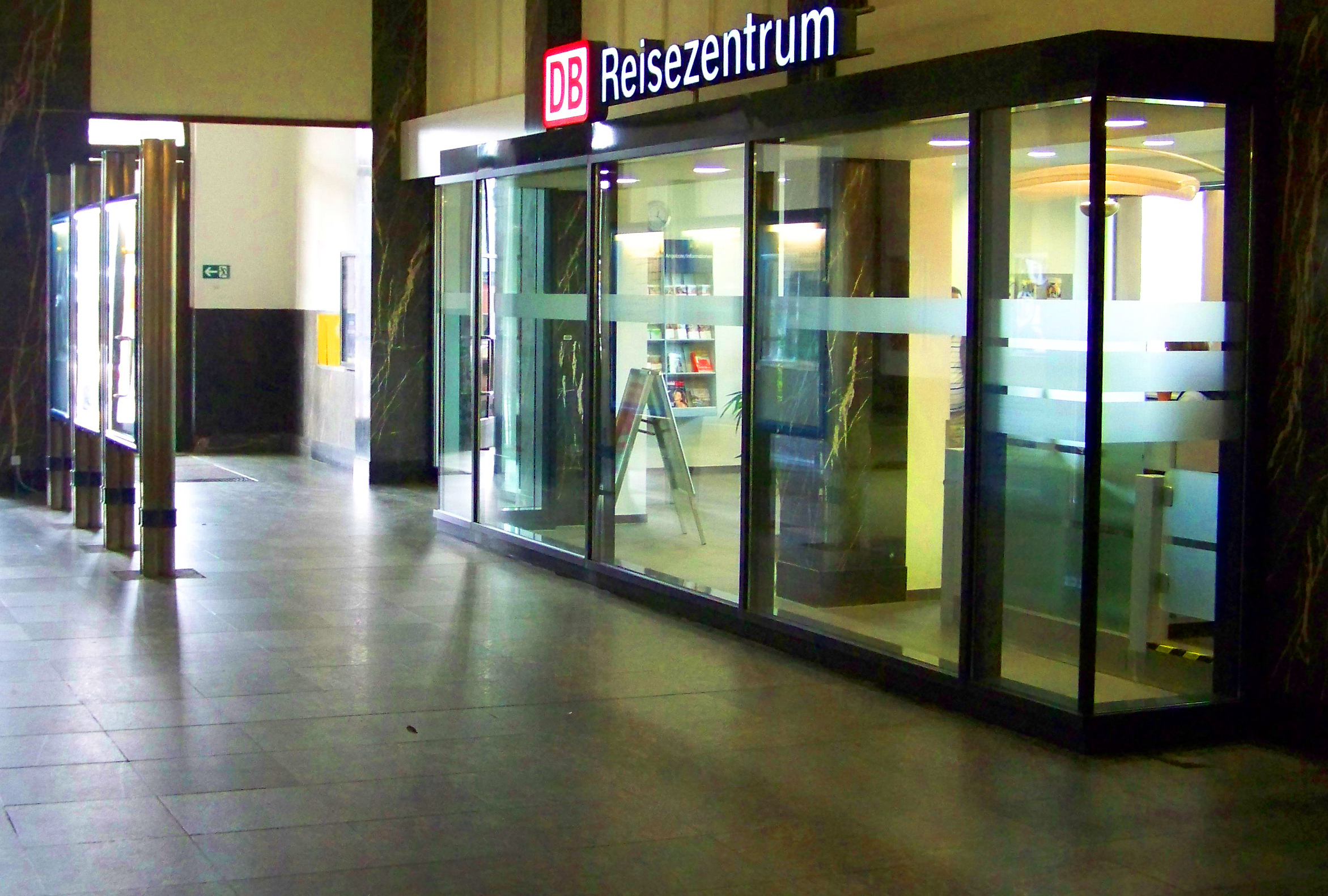
DB Reisezentrum Düren

Der Bahnhof ist komplett barrierefrei eingerichtet. Alle Bahnsteige sind mit Hilfe eines Aufzugs zu erreichen. Weiterhin gibt es ein Blindenleitsystem auf dem Boden. Neben einem Reisezentrum, einem Buchladen und einem DB-Service Store findet man sanitären Einrichtungen, Schließfächer und einen Geldautomaten im Gebäude. Außerdem unterhält die Bahnhofsmission eine Anlaufstelle für Hilfesuchende. Am Südausgang der Bahnhofsunterführung befindet sich das neu errichtete Fahrradparkhaus, welches nach mehrmonatiger Bauzeit im September 2010 eröffnet wurde. Bereits nach vier Jahren zeigten sich massive Baumängel.

## Gleise
Der Bahnhof besitzt 23 Gleise, wovon aber nur sieben einen Bahnsteig besitzen, der genutzt werden kann. Bei planmäßiger Nutzung der Gleise fahren die Züge wie folgt:
- Gleis 1: Halt der Fernverkehrszüge und Regionalexpresszüge RE 1 und RE 9 sowie Durchfahrtsgleis der Züge in Richtung Aachen (Bahnsteiglänge: 321 Meter)[11]
- Gleis 2: Durchfahrtsgleis der Züge in Richtung Köln
- Gleis 3: Halt der Fernverkehrszüge und Regionalexpresszüge RE 1 und RE 9 in Richtung Köln (Bahnsteiglänge: 321 Meter)
- Gleis 4: Halt der Bördebahn RB 28 nach und aus Euskirchen, sowie Nutzung als Ausweichgleis bei Störungen und Halt für Züge aus Köln, die außerplanmäßig in Düren enden (Bahnsteiglänge: 276 Meter)
- Gleis 4a: Niederflurbahnsteigteil am Gleis 4 für den Halt der Rurtalbahn der Linie RB 21 aus und in Richtung Heimbach (Bahnsteiglänge: 80 Meter)
- Gleis 5: Halt der Linie S 19 der S-Bahn Köln aus und in Richtung Köln (Bahnsteiglänge: 147 Meter)
- Gleis 6: Halt der Euregiobahn RB 20 aus und in Richtung Aachen/Alsdorf (Bahnsteiglänge: 168 Meter)
- Gleis 7: Durchfahrts-/Überholgleis
- Gleis 8–11: neue, an das ESTW angeschlossene, Rangier- und Abstellgleise der DB und der Euregiobahn

- Gleis 12–19: Rangier- und Abstellgleise der DB und der Rurtalbahn GmbH (Anordnung der Gleise am Hauptgebäude und auf der Nordseite des Hauptgebäudes)

Bahnhofsteil der Rurtalbahn
- Gleis 20: Rangier- und Abstellgleis der Rurtalbahn GmbH
- Gleis 23: Niederflurbahnsteig für den Halt der Rurtalbahn auf der Linie RB 21 aus und in Richtung Linnich (Gleis 23 als Haltegleis für geplante Anbindung der Euregiobahn über die Nordbrücke)
- Gleise 24 bis 27: Abstellgleise[12]

Bahnhof Düren
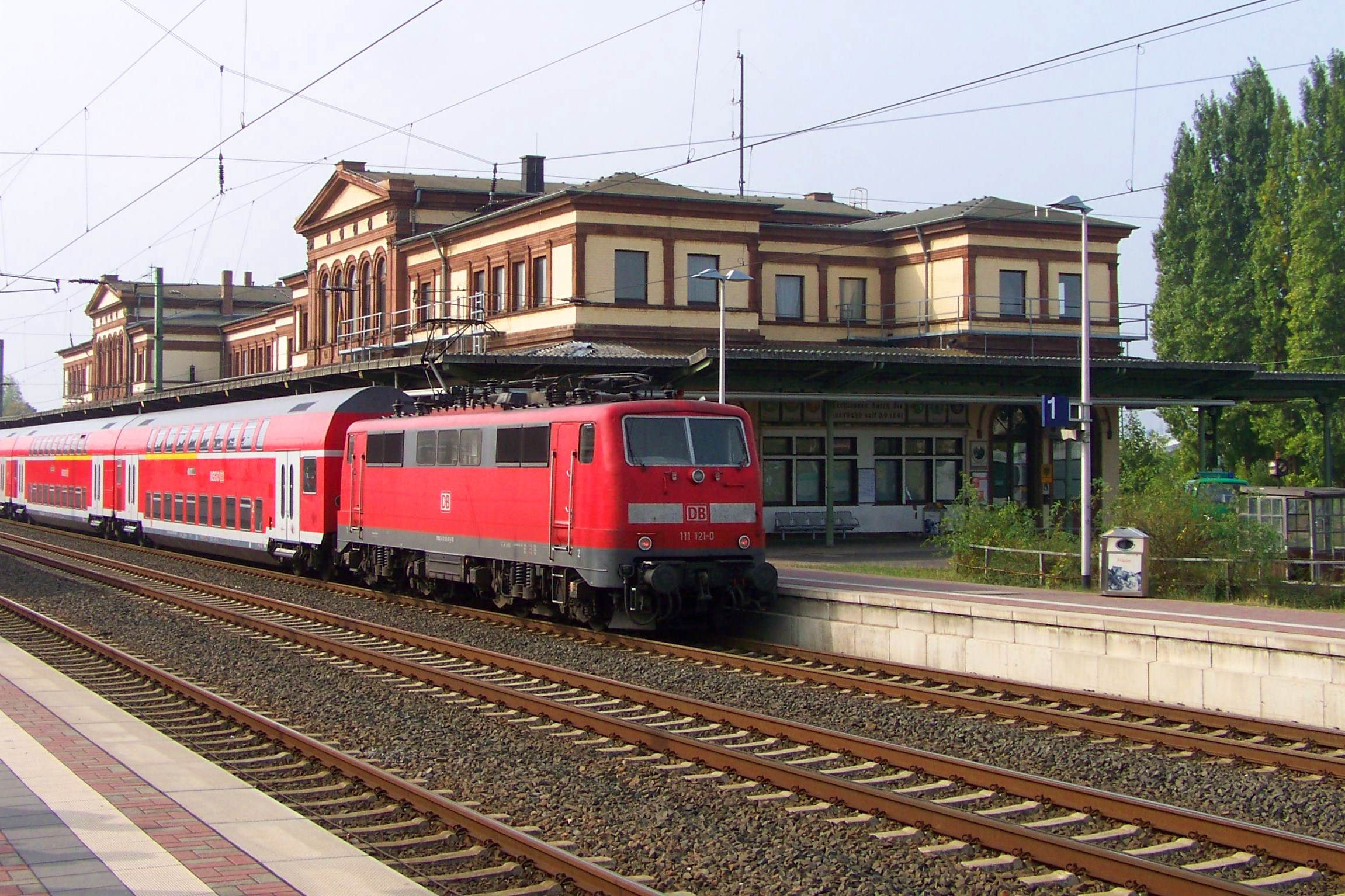
Blick vom sanierten Gleis 3 auf den Regionalexpress nach Aachen
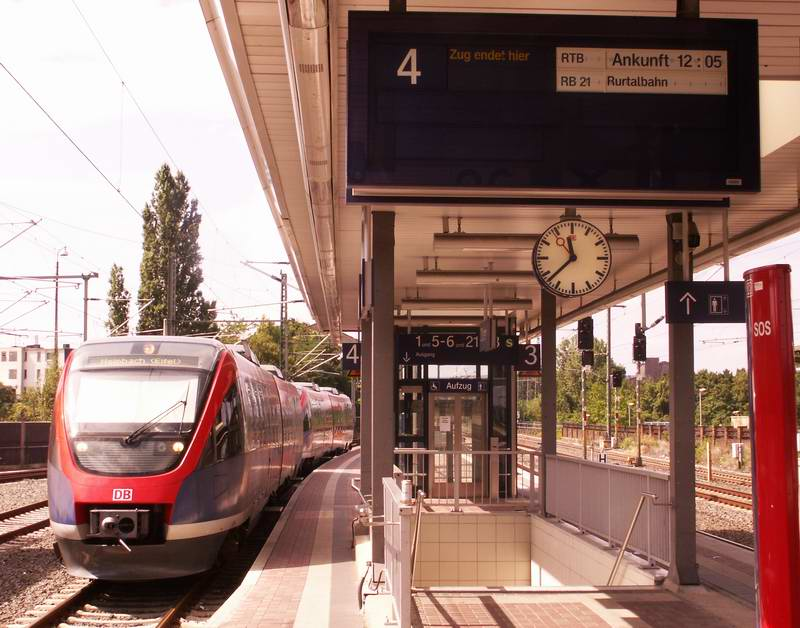
Blick von dem sanierten Gleis 4a auf die Euregiobahn
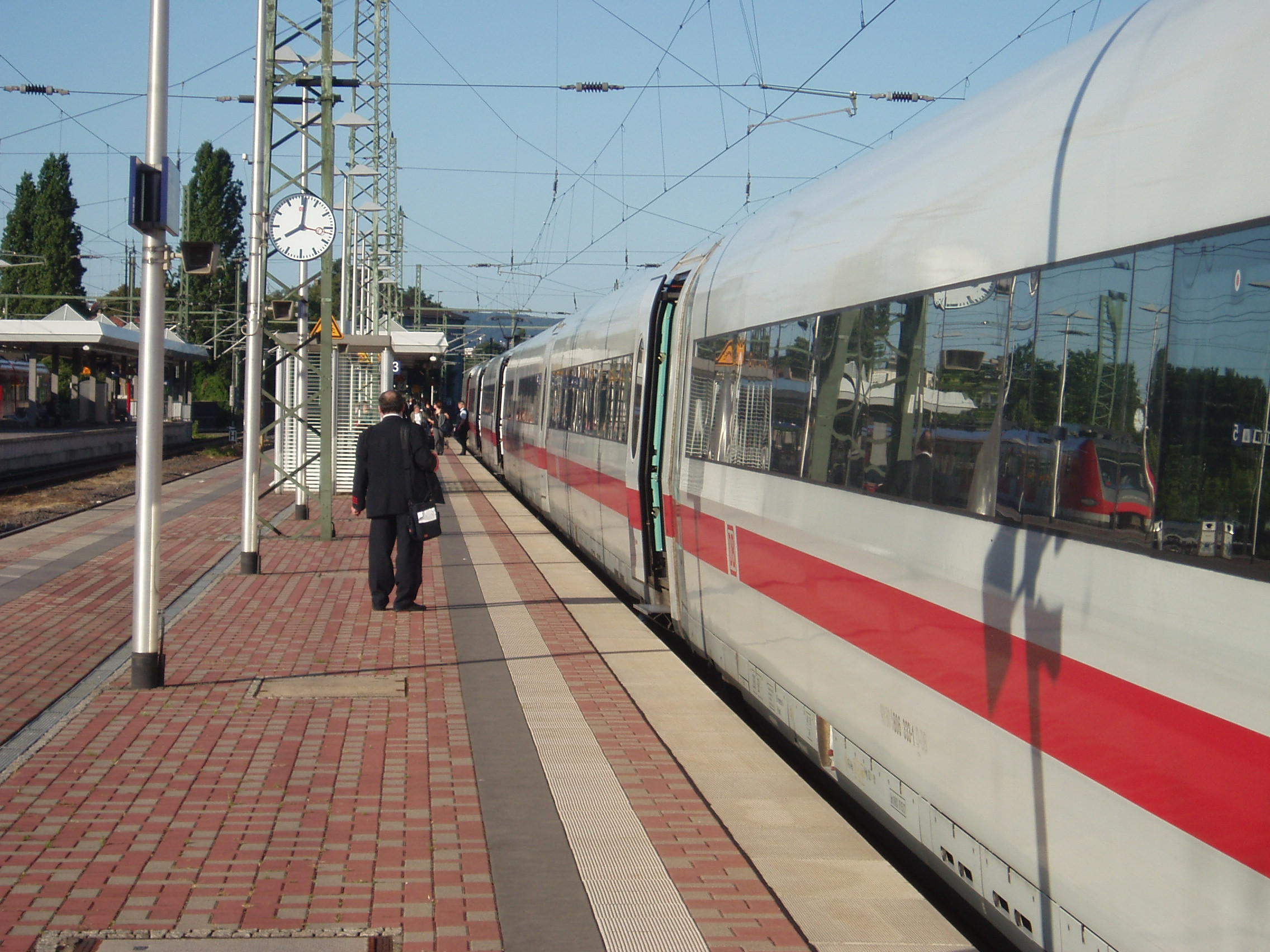
Blick vom Bahnsteig der Gleise 3 und 4 auf den ICE 545
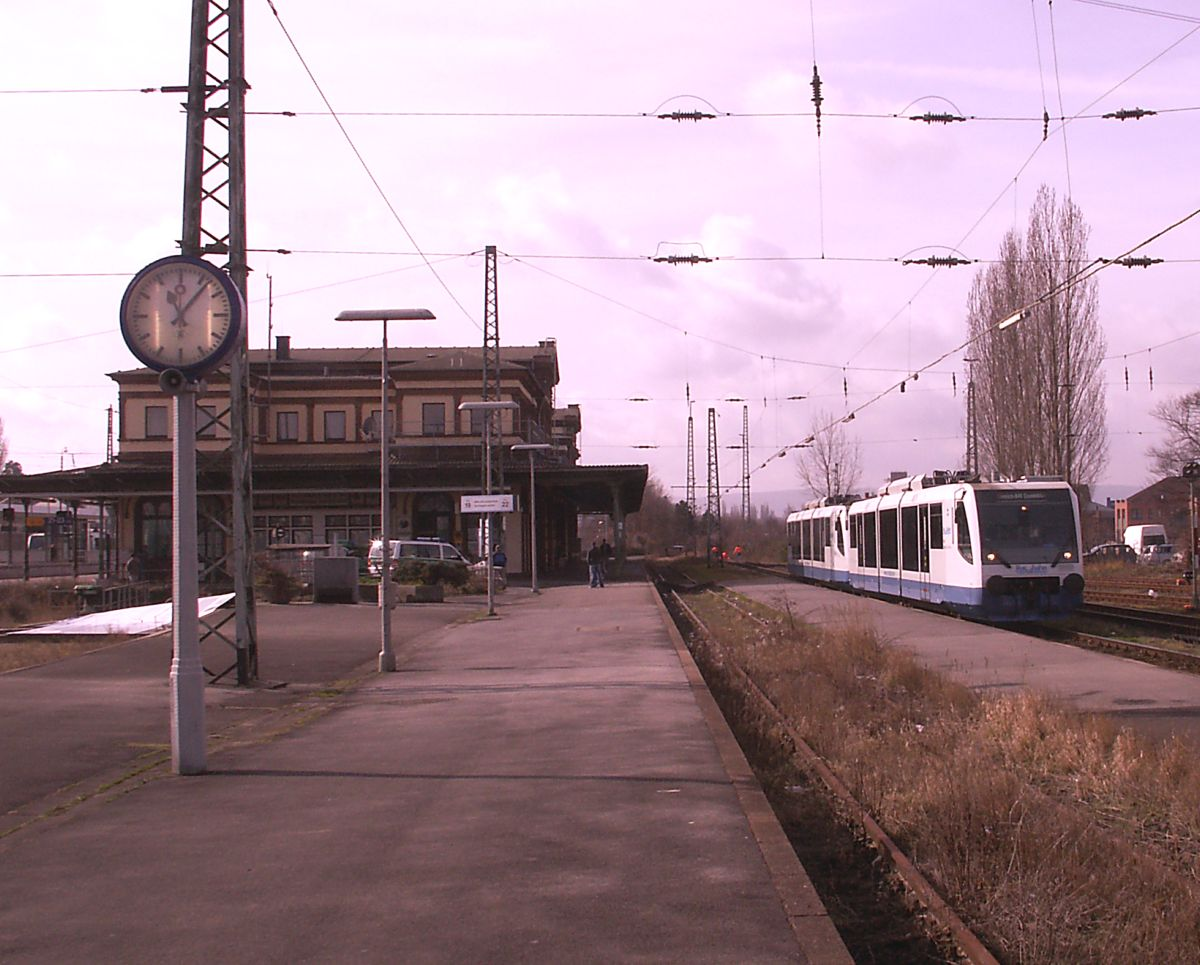
Bahnhof Düren – Gleis 22 und 23 (nicht modernisierte Nordwestseite), Bahnhofsteil der RurtalBahn

## Planung

### Neugestaltung des Bahnhofsumfelds und der Nordseite
Die Stadt Düren plant eine komplette Neugestaltung des Bahnhofsumfeldes. Die Pläne wurden 2005 fertiggestellt. Nachdem 2007 durch ein Gerichtsurteil der Abriss der Nordbrücke verboten worden ist, werden zurzeit Gespräche mit den Anwohnern und ansässigen Unternehmen rund um den Bahnhof geführt. Die Umsetzung kann beginnen, wenn sich alle Betroffenen geeinigt haben.
Aus diesem Plan geht eine Bebauung der nicht genutzten Flächen rund um das Bahnhofsumfeld durch ein neues Parkhaus (jetziger Parkplatz Nord) und Wohnungen hervor. Weiterhin soll der Bahnhof zusammen mit dem Zentralen Omnibusbahnhof (ZOB) besser verknüpft und komplett neu gestaltet werden. Da der Abriss der Nordbrücke gerichtlich verboten wurde, kümmert man sich um die Reaktivierung der Strecke über die Nordbrücke (inklusive der Wiederherstellung der Elektrifizierung). Des Weiteren gibt es Pläne für ein drittes Gleis zwischen Düren und Langerwehe, was dann von der Euregiobahn und dem wachsenden Güterverkehr genutzt werden soll. Im Gespräch ist auch der Neubau eines Haltepunkts Düren-Derichsweiler, was mit einem großen P&R-Angebot die Verkehrssituation in der Innenstadt entlasten soll.
Weiterhin soll die komplette Nordwestseite des Dürener Bahnhofs modernisiert werden. Dazu gehören die Wiederherstellung der Elektrifizierung, die Reduzierung von zehn auf sechs nördliche Gleise für den Bau der vierspurigen B 399n und eine kreuzungsfreie Tankstelle für die Rurtalbahn.

## Widersprüchlichkeiten bei der Namensgebung
Der Dürener Bahnhof heißt von Seiten der Deutschen Bahn nicht Hauptbahnhof, da keine offizielle Namensänderung vorgenommen wurde. Die Bezeichnung Düren Hbf wird aber an den Automaten im Bahnhof und auf den Zugzielanzeigern der Rurtalbahn (RB 21) verwendet. Auch die Straße, über welche die Zufahrt zum Empfangsgebäude erfolgt und die in der Anschrift des Bahnhofs genannt ist, heißt Hauptbahnhof.

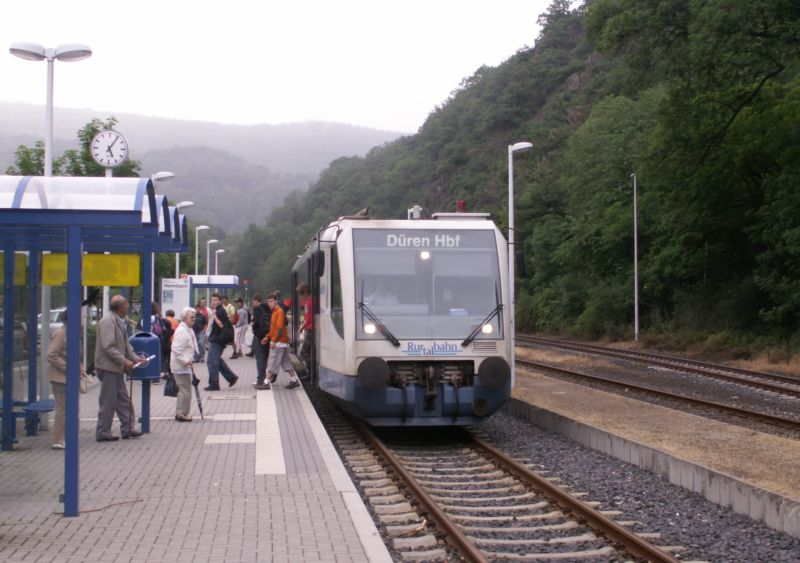
Rurtalbahn im Bahnhof Heimbach mit Zugzielanzeiger „Düren Hbf“
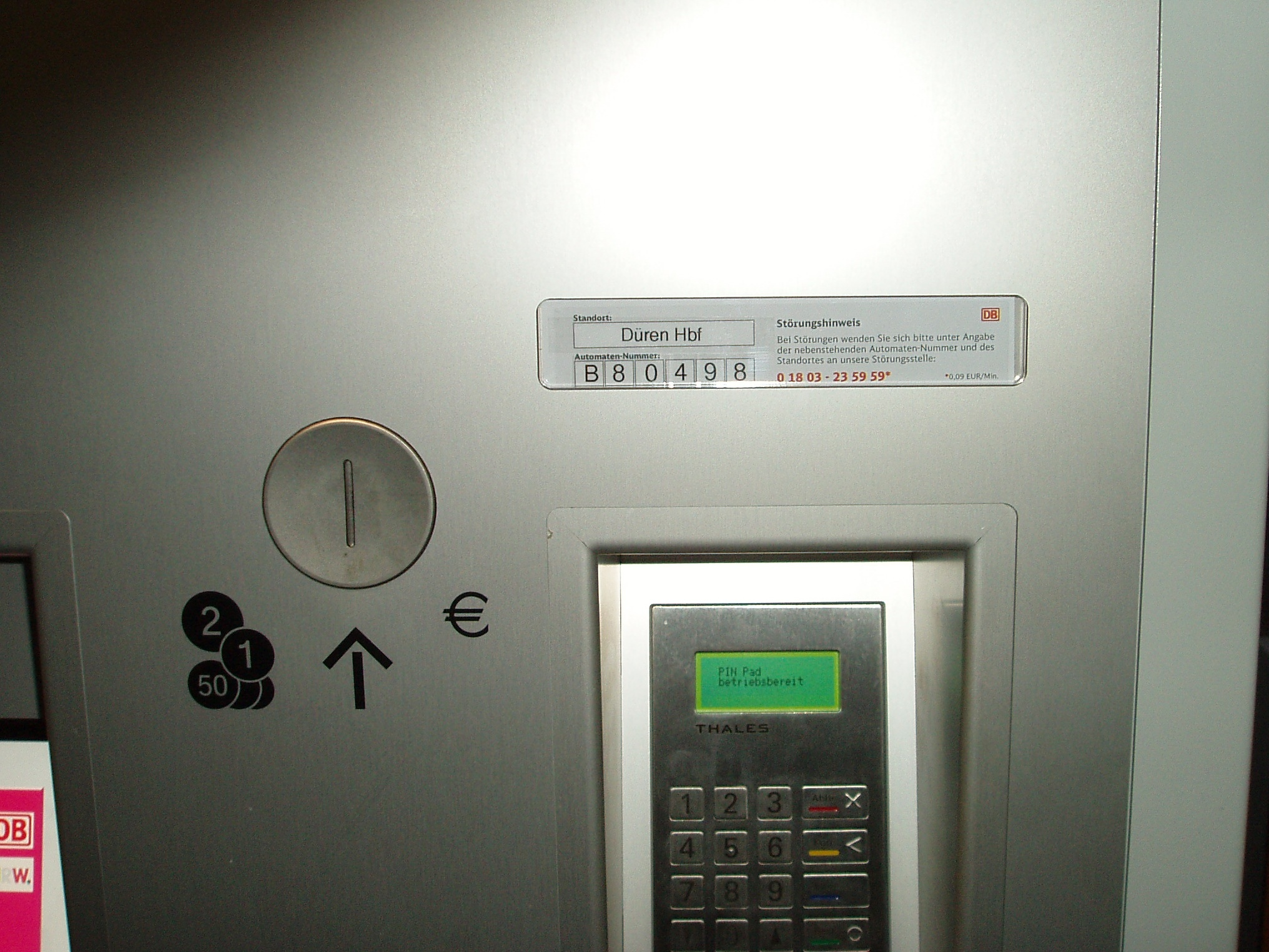
Fahrkartenautomat mit der Aufschrift „Düren Hbf“ im Bahnhof Düren
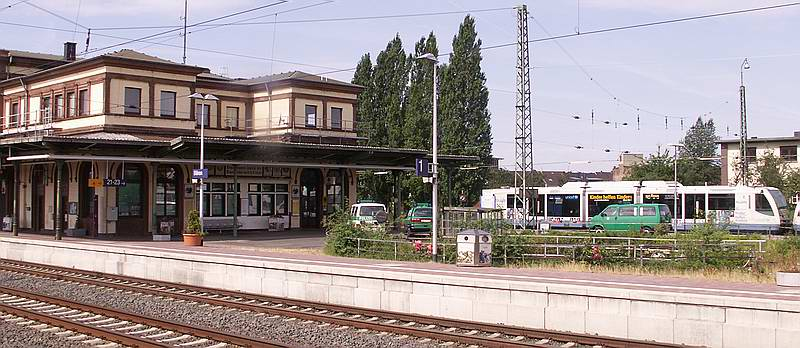
Zug der Rurtalbahn im Bahnhof Düren